# Binet (champagne)

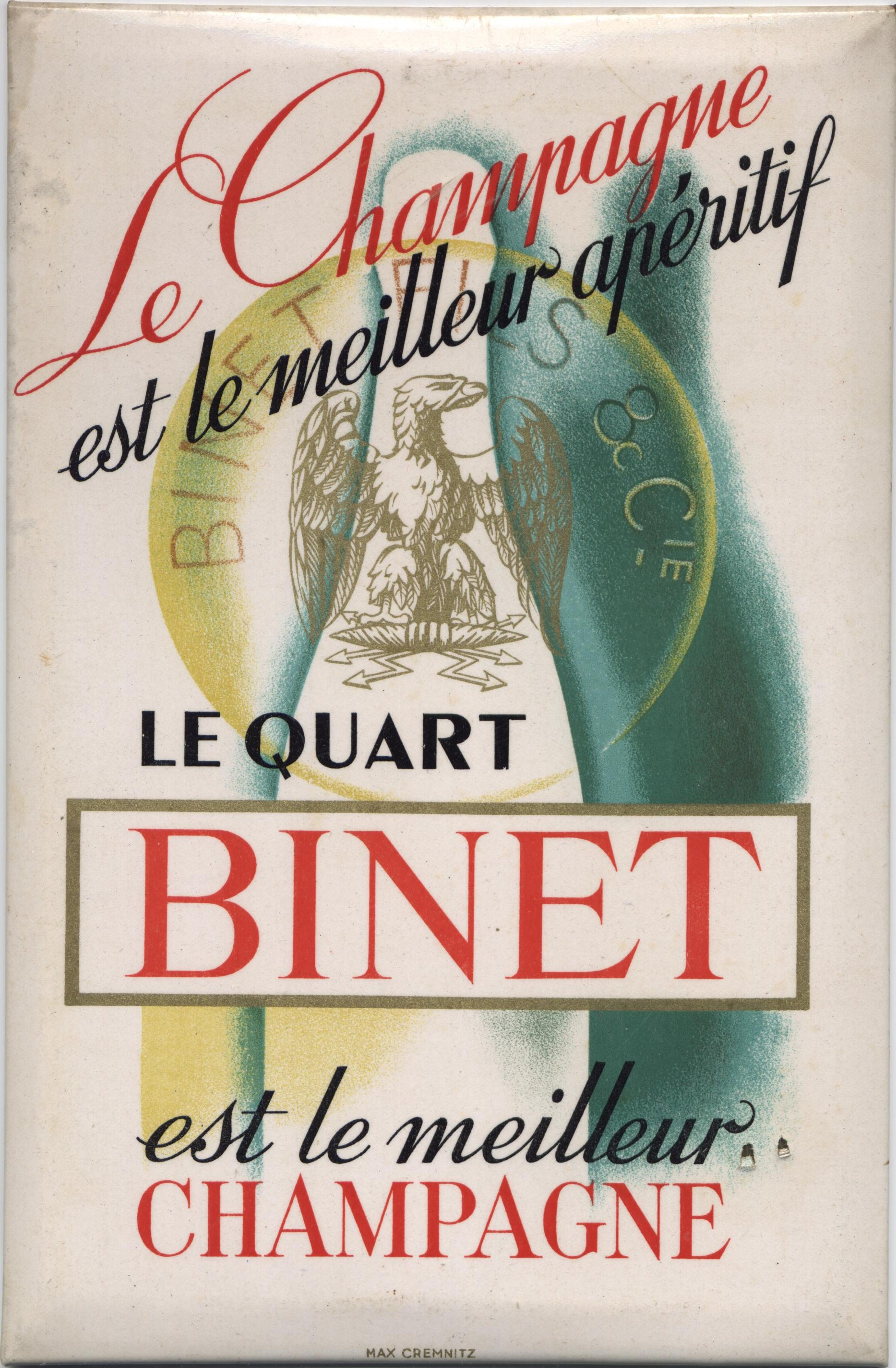
Binetreclame

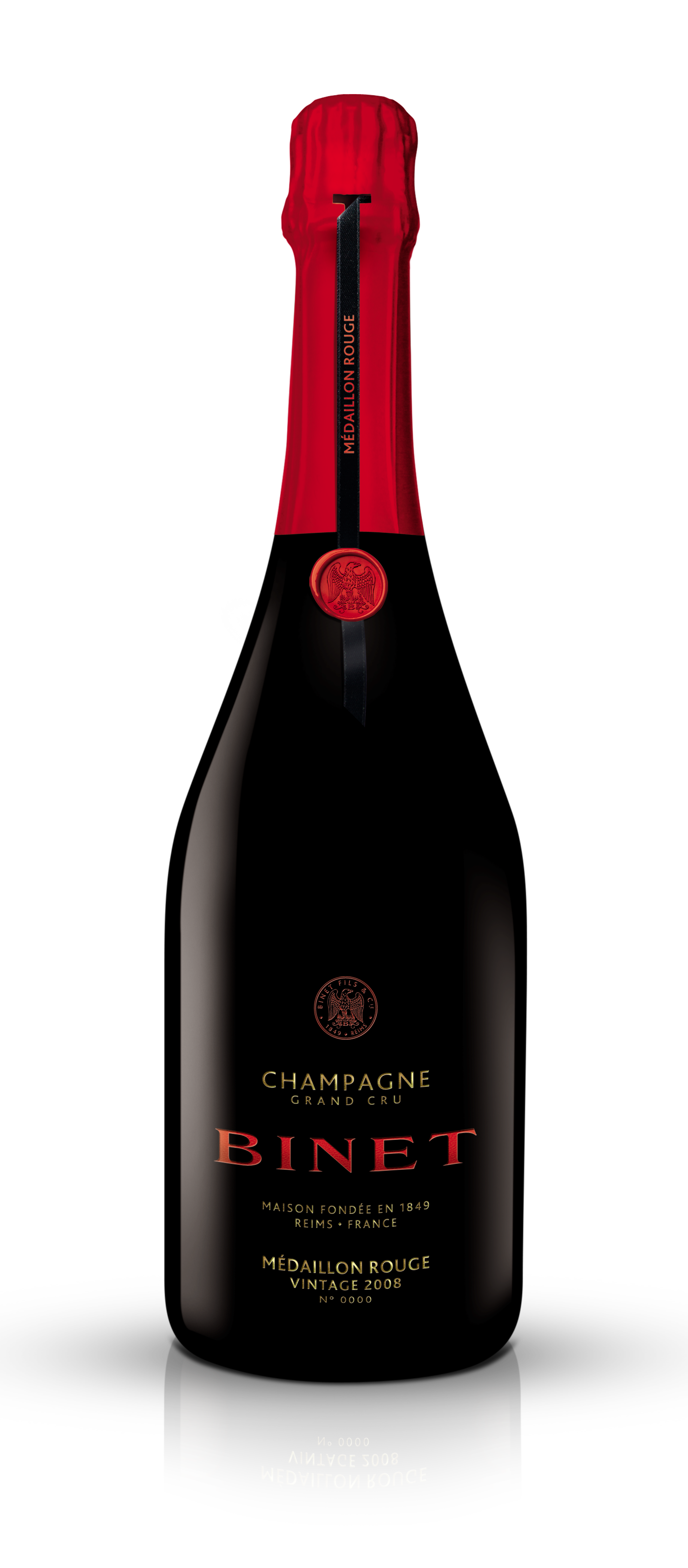
Een fles van Binet

Binet is een champagnehuis dat in 1849 in Reims werd gevestigd. Rond de vorige eeuwwisseling heeft het bedrijf een tijdlang Veuve Binet Fils & Co geheten, een van de vele champagnehuizen waarin een weduwe een belangrijke rol heeft gespeeld. 
Binet was altijd een succesvol huis. De wijn werd onder andere geschonken op de Queen Mary van de Cunard Line.
De wijn rijpt in de kelders van de verwoeste Abdij van Saint-Nicaise onder de Montagne de Reims in Rilly-la-Montagne.
Binet is een typische vertegenwoordiger van de pinot noir-huizen van Reims. Deze stijl is in een tijd dat men het most niet goed kon vervoeren ontstaan omdat rondom Reims veel pinot noir wordt en werd verbouwd. Binet zet in op hoge kwaliteit en gebruikt alleen de beste druiven van de rassen pinot noir en chardonnay. De pinot meunier wordt niet gebruikt. 
Armand Walfard-Binet heeft de traditionele "dégorgement à la volée" in de 19e eeuw vervangen door de door hem uitgevonden en gepatenteerde "dégorgement à la glace". De hals van de fles wordt bevroren in een mengsel van zout en ijs van`-28 graden Celsius en de druk in de fles laat een propje gist en droesem uit de hals schieten. De fles wordt dan aangevuld met de liqueur d'expédition waarvan het suikergehalte bepaalt hoe zoet de champagne is.

## Champagnes
De Binet Brut Élite is de meest betaalbare van de champagnes van het huis. Het is een assemblage van 75% pinot noir grand cru en 25% chardonnay grand cru. De "dosage" suiker in de liqueur d'expédition is niet groter dan 9-10 gram per liter.  
Het onafhankelijke huis heeft drie cuvées de prestige, de "beste wijnen van het huis". Sinds 2013 worden alleen druiven uit de grand cru-gemeenten gebruikt.
- De Binet Elite Rosé (rosé de saignée) is een roséchampagne van 90% pinot noir grand cru en 10% chardonnay grand cru. Tijdens de oogst heeft men de most van de zojuist uitgeperste blauwe pinot noirdruiven uit het vat laat lopen voordat die te veel van de kleur van rode wijn of de tannines daarvan heeft overgenomen. Een op deze wijze gewonnen roséwijn is krachtiger dan een rosé waarvoor de druiven zijn geperst en die volgens de bereidingswijze van witte wijnen op basis van blauwe druiven, de methode van de "blanc de noirs" zijn gemaakt. Champagnes mogen niet te veel tannine bevatten.
- De Binet Elite Blanc de Noirs is een witte wijn van blauwe druiven, een zogenaamde "blanc de noir]". De gebruikte druiven zijn uitsluitend van het ras pinot noir  uit de grand cru-gemeenten van de Champagne.
- De Binet Médaillon Rouge is een vintage, alle druiven, het gaat om 60% pinot noir en 40% chardonnay komen van een enkele oogstjaar in de Grand Cru-gemeenten van de Champagne.